# Kingdom Hearts 2
Vous lisez un « article de qualité » labellisé en 2013.
Kingdom Hearts II (キングダムハーツII, Kingudamu Hātsu Tsū) est un jeu vidéo de type action-RPG développé par Square Enix et distribué par Buena Vista Games et Square Enix, en 2005 pour la PlayStation 2, console de jeux vidéo de Sony. Le jeu est la suite de la collaboration entre Disney Interactive et Square Enix de 2002, Kingdom Hearts, qui combine des éléments de l'univers de Disney et de celui de Square dans un jeu d'action-RPG. Cet opus est un peu plus sombre que son prédécesseur. La popularité de ce jeu s'est ressentie dans la publication de romans et d'une série de mangas basés sur son histoire. En mars 2007 une version internationale, Kingdom Hearts II: Final Mix+, est publiée.
Kingdom Hearts II est le troisième jeu de la série Kingdom Hearts. L'histoire se déroule un an après les évènements de Kingdom Hearts: Chain of Memories, et Sora, le protagoniste des deux premiers jeux, part à la recherche de ses amis perdus. Tout comme les précédents opus, Kingdom Hearts II contient un large panel de personnages tirés des films de Disney et des jeux vidéo de la série Final Fantasy. L'Organisation XIII, un groupe introduit dans Chain of Memories, réapparaît pour entraver les progrès de Sora.
Le jeu est bien accueilli, recevant plusieurs prix de fin d'année de la part de nombreux sites web vidéoludiques. Au Japon, plus d'un million d'exemplaires sont vendus une semaine seulement après sa sortie. Un mois après sa sortie nord-américaine, il atteint encore une fois la barre du million d'exemplaires vendus, ce qui en fait la deuxième meilleure vente de jeu de l'année 2006. Au 31 mars 2007, le jeu est vendu à plus de 4 millions d'exemplaires à travers le monde.

## Histoire

### Univers
Le jeu commence un an après les évènements du premier opus et de Chain of Memories. L'univers du jeu se compose de plusieurs niveaux, appelés « mondes », dans lesquels le joueur progresse. Comme dans le premier jeu, Kingdom Hearts, le joueur doit traverser des lieux basés sur l'univers de Disney, et d'autres créés spécifiquement pour la série. Tandis que dans le premier jeu, les mondes sont exclusivement basés sur les classiques d'animation Disney, cet opus introduit des mondes basés sur des longs métrages en prises de vues réelles produits par les Studios Disney,. L'apparence, l'histoire et les paramètres de chaque monde varient en fonction du film sur lequel il est basé. Les graphismes du monde et des personnages le peuplant tentent de se rapprocher au maximum du style de l'illustration des environnements et des personnages de leurs films respectifs. Les mondes sont séparés les uns des autres et, sauf quelques exceptions, le joueur voyage entre eux grâce au « vaisseau Gummi ».
Quelques-uns des mondes présents dans le précédent jeu réapparaissent, mais avec de nouvelles zones plus grandes. Parmi les nouveaux mondes introduits dans ce jeu se trouvent « La Terre des Dragons », une version fictive de la Chine antique qui contient douze zones, basée sur le film de 1998, Mulan. « Le Château de la Bête », un château d'architecture française du XIXe siècle qui contient treize zones, basé sur La Belle et la Bête de 1991. « La Rivière intemporelle », version en noir et blanc du Château Disney qui contient huit zones, dans le style de Steamboat Willie sorti en 1928, film phare de l'histoire de Disney, considéré comme marquant la naissance de Mickey. « Port Royal » de Pirates des Caraïbes : La Malédiction du Black Pearl sorti en 2003, qui comprend quinze zones. « La Terre des Lions », une savane de onze zones, tirée du Roi lion de 1994. Et enfin « Space Paranoids », un monde digital, qui contient neuf zones, basé sur le film de 1982, Tron, qui se situe dans l'ordinateur de la « Forteresse oubliée ». Deux autres mondes créés spécialement pour la série, « La Cité du Crépuscule » et « Illusiopolis » jouent des rôles majeurs dans l'histoire, le premier dans le prologue et l'autre à la fin du jeu en tant que quartier général de l'Organisation XIII,,.

### Personnages

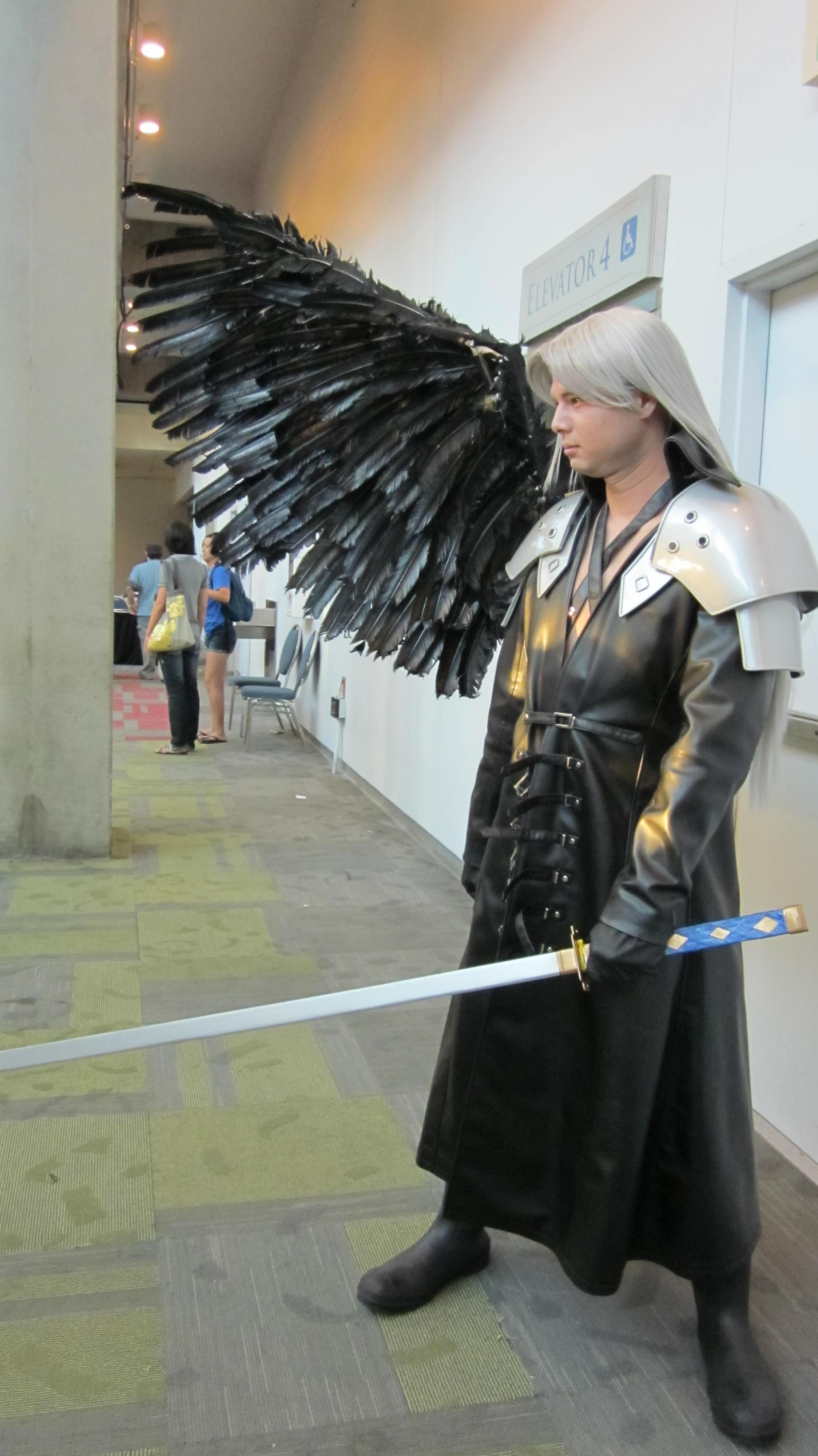
Cosplayer de Séphiroth.

Sora, un jeune garçon de quinze ans élu porteur de la Keyblade, une arme mystique en forme de clé qui peut combattre les ténèbres, est le principal protagoniste du jeu. Il est aidé par Donald Duck, le magicien du Château Disney et par Dingo, le capitaine de l'armée du Château. Les deux compères sont chargés par le roi Mickey de trouver et de rester avec le porteur de la « clé », donc avec Sora et la Keyblade. Ils sympathisent avec Sora durant le premier opus, et tirent leur force de cette amitié. Les personnages des jeux précédents qui réapparaissent dans celui-ci comptent Riku et Kairi, les amis de Sora, Roxas, un garçon qui porte aussi la Keyblade et qui est jouable dans les premiers niveaux du jeu, DiZ, un homme vêtu de rouge et qui cherche à se venger de l'Organisation XIII et Naminé, personnage-clé de Chain of Memories, qui tient à nouveau un rôle majeur dans ce jeu.
Comme dans les précédents numéros, le jeu introduit de nombreux personnages des univers de Disney et de Square Enix. Certains personnages de Disney marquent leur retour du premier jeu et d'autres apparaissent pour la première fois dans la série Kingdom Hearts, comme Scar du Le Roi lion et Balthazar Picsou,. Pat Hibulaire revient comme un ennemi récurrent qui travaille pour Maléfique, relevée d'entre les morts depuis le premier jeu. Près de vingt personnages des jeux Final Fantasy sont présents, notamment Auron de Final Fantasy X, Tifa du VII, et le retour de Léon, de Cloud, de Cid, de Séphiroth, ou encore des Mogs. Tetsuya Nomura déclare que si le premier jeu se cantonne strictement aux personnages de Final Fantasy qu'il a lui-même conçus, ce deuxième opus « prend des risques » en présentant des personnages qu'il n'a pas dessinés initialement. Parmi les autres personnages de Final Fantasy qui sont dans Kingdom Hearts II se trouvent notamment, Vivi de Final Fantasy IX, Setzer du VI, Seifer, Fuu et Rai du VIII, ainsi que Yuna, Rikku et Paine, de Final Fantasy X et X-2.
Les différents mondes que Sora traversent impliquent la plupart du temps un personnage du film sur lequel est basé le monde, personnage qu'il est possible d'ajouter à l'équipe. Ces personnages sont Mulan dans la Terre des Dragons, La Bête au Château de la Bête, Jack Sparrow à Port Royal, Aladdin à Agrabah, Jack Skellington dans la Ville d'Halloween, Simba dans la Terre des Lions, Tron à Space Paranoids et Riku à Illusiopolis.
L'Organisation XIII, un groupe de créatures dépourvues de cœur, introduite dans Chain of Memories, dans lequel Sora bat cinq de ses membres, prend la place d'antagoniste principal. Elle contrôle les Similis, les « coquille[s] vide[s] » qui s'envolent lorsqu'une personne devient un Sans-cœur. Les huit membres de l'Organisation restant, font partie des boss que le joueur affronte durant son épopée.

### Scénario

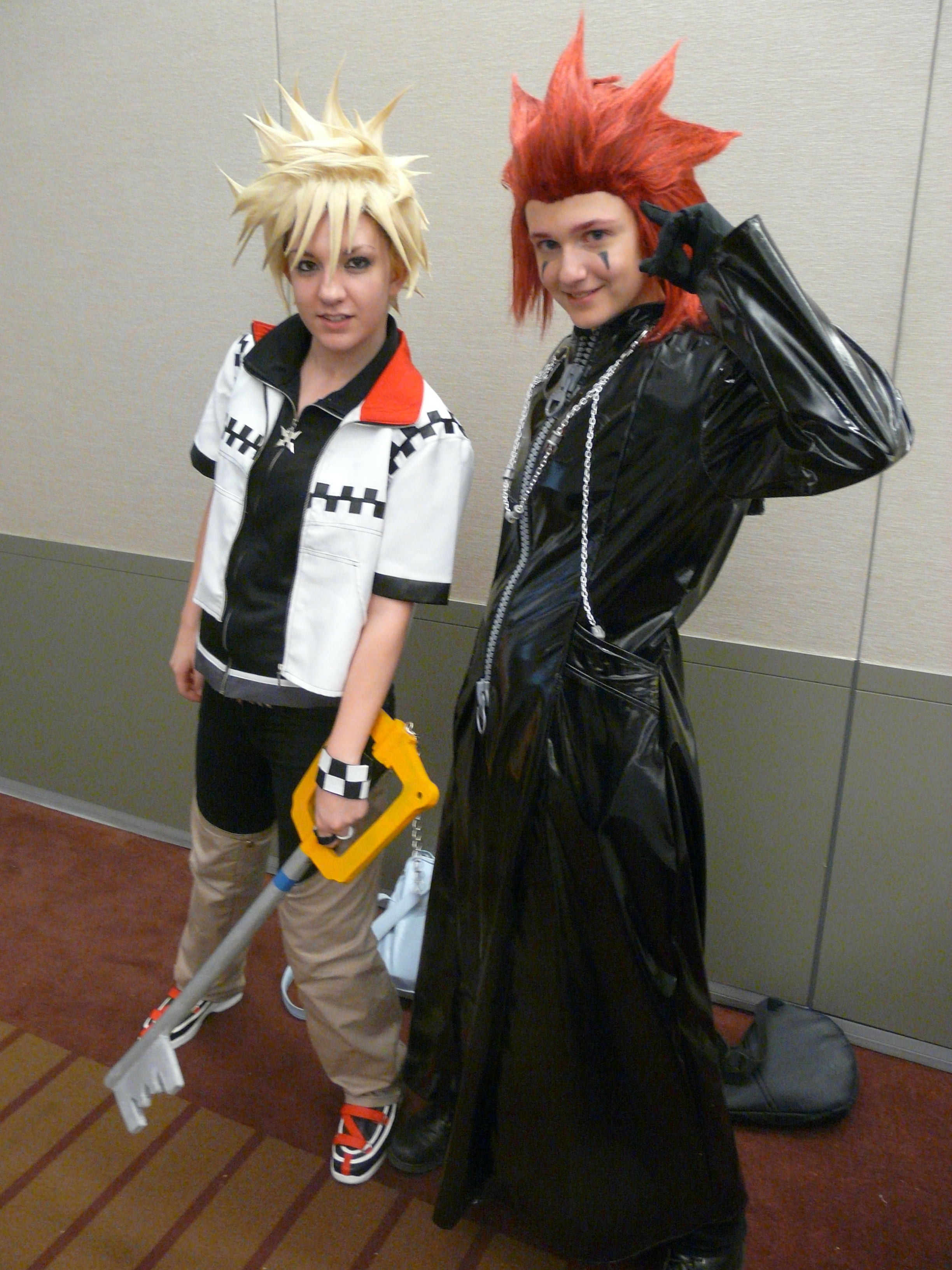
Cosplayers de Roxas et Axel.

Sora, Donald et Dingo sont restés inanimés pendant un an afin de retrouver, dans Chain of Memories, leurs souvenirs perdus. Pendant ce temps Roxas, le Simili de Sora, est pris au piège dans une simulation virtuelle de la Cité du Crépuscule, créée par DiZ afin de se venger de l'Organisation XIII en permettant la fusion entre Roxas et Sora, provoquant le réveil de ce dernier. Les plans de DiZ sont menacés lorsque les Similis, conduits par Axel, l'ancien ami de Roxas au sein de l'Organisation, infiltrent la ville virtuelle. Mais Roxas parvient à les repousser et fusionne finalement avec Sora. Sora, Donald et Dingo se réveillent alors dans la vraie Cité du Crépuscule et rencontrent le roi Mickey ainsi que Yen Sid, qui les envoient dans une nouvelle aventure. Leur but est de retrouver Riku et d'arrêter l'Organisation XIII et ses Similis. Plus tard dans le jeu, Maléfique est ressuscitée et rejoint Pat Hibulaire pour continuer son insatiable quête de pouvoir.
Sora traverse plusieurs mondes basés sur l'univers de Disney, dans lesquels il résout les problèmes causés par l'Organisation XIII, les Similis, les Sans-cœur, Maléfique, Pat Hibulaire et les autres ennemis locaux. Lors d'un passage dans la Forteresse Oubliée, l'équipe rencontre à nouveau le roi Mickey qui révèle la véritable nature d'Ansem, le principal antagoniste du premier Kingdom Hearts. Celui que Sora a battu était en fait le Sans-cœur de Xehanort, un étudiant du vrai Ansem le Sage. Il divulgue aussi que le chef de l'Organisation XIII n'est autre que le Simili de Xehanort, Xemnas. Le plan de l'Organization XIII est lui aussi dévoilé, il s'avère qu'ils cherchent à s'emparer du pouvoir de Kingdom Hearts, l'ensemble des cœurs libérés à chaque Sans-cœur détruit par la Keyblade, afin de regagner leurs cœurs perdus, et de pouvoir « exister pleinement »
. Sora revisite alors les mondes pour résoudre les problèmes persistants ainsi que les complications apparues depuis sa dernière venue, tout en cherchant un chemin menant à la base des opérations de l'Organisation. Tout au long de son aventure Sora est secrètement aidé par une mystérieuse silhouette encapuchonnée, qu'il croit être Riku.
Suivant cette silhouette, Sora, Donald, et Dingo trouvent un passage secret dans la Cité du Crépuscule et s'abouchent avec Axel, qui se sacrifie afin d'ouvrir une trouée vers Illusiopolis, le quartier général de l'Organisation, surplombé par Kingdom Hearts telle une lune en forme de cœur. Sora y retrouve Kairi et Riku. L'apparence de ce dernier a été changée par les ténèbres en celle du Sans-cœur de Xehanort. Riku explique alors à Sora la nature de sa connexion avec Roxas. Au même instant Mickey fait face à DiZ, qui lui confie être Ansem le Sage. Ansem se met alors à utiliser une machine qui dissipe une partie de la puissance de Kingdom Hearts, mais une surcharge du système engendre une autodestruction du dispositif, engloutissant Ansem et rendant à Riku sa forme d'origine. Au sommet de l'Illusiocitadelle, Sora et ses amis combattent Xemnas qui utilise ce qui reste de Kingdom Hearts pour faire fonctionner ses multiples formes. Après que Sora et Riku ont détruit Xemnas, ils se retrouvent enfin tous les deux, avec leurs amis, chez eux. Une scène après le générique montre Sora, Riku et Kairi en train de lire une lettre de Mickey dont le contenu est caché.

## Système de jeu

### Généralités
Le système de jeu de Kingdom Hearts II est proche de celui du premier opus, même si les développeurs font un effort pour résoudre les problèmes trouvés dans le jeu précédent,. Le joueur incarne les personnages de Roxas et Sora grâce à une caméra utilisant un angle à la troisième personne, même si la première personne peut être utilisée en appuyant sur le bouton « Select ». La plupart du jeu se déroule sur des terrains interconnectés où des batailles ont lieu. Le jeu suit une progression linéaire allant d'un évènement de l'histoire à l'autre, chaque étape étant, en général, débutée et conclue par une cinématique. Il y a aussi de nombreuses quêtes secondaires permettant d'obtenir des bonus pour les personnages.
Comme la plupart des jeux vidéo de rôle, Kingdom Hearts II utilise un système de points d'expérience qui détermine l'évolution du personnage. Chaque ennemi battu rapporte des points d'expériences qui permettent aux personnages jouables d'augmenter leur niveau et d'obtenir de nouvelles compétences.
Les combats dans Kingdom Hearts II sont en temps réel et impliquent le fait d'appuyer sur les boutons de la manette pour déclencher les attaques du personnage à l'écran. Un menu des commandes en bas à gauche de l'écran, semblable à ceux que l'on peut trouver dans les jeux Final Fantasy, permet d'utiliser d'autres options de combat comme la magie, les objets, l'invocation d'alliés pour aider dans la bataille, ou l'exécution d'attaques combinées avec d'autres membres du groupe,. Un nouvel élément est la « commande réaction », qui est une attaque spéciale, spécifique à chaque ennemi, qui peut être déclenchée lorsque le joueur appuie sur la touche triangle au bon moment pendant la bataille,,. Les commandes réaction peuvent être utilisées pour vaincre les ennemis ou éviter de subir des dégâts. Parfois celles-ci sont nécessaires pour remporter la victoire contre un boss. En plus du personnage principal, deux membres du groupe sont toujours présents et participent au combat aux côtés du joueur,. Bien que ces personnages soient contrôlés par l'ordinateur, le joueur peut agir sur leur comportement dans une certaine mesure par le « menu équipe », ainsi il peut par exemple leur demander d'attaquer les mêmes cibles que lui.

### Fusions et Invocations
L'une des nouvelles facettes du jeu est un compteur connu sous le nom de « Jauge de Flux ». Cette jauge a deux fonctions : elle permet à Sora de se transformer en « forme de Fusion » ou d'invoquer un personnage spécial. Lorsqu'il est dans une Fusion, Sora se lie à un ou deux membres de son équipe afin de devenir plus puissant et d'obtenir de nouvelles compétences,. Certaines des Fusions permettent même l'utilisation de deux Keyblades. Lorsqu'une Fusion est utilisée, les statistiques de combat de Sora sont accrues. Les formes de Fusion permettent aussi à Sora d'obtenir de nouvelles compétences, appelées « compétences d'évolution », qui peuvent ensuite être utilisées à l'état normal.

#### Fusions
La première forme de Fusion, la « Vaillance », nécessite la présence de Dingo dans l'équipe et permet à Sora d'attaquer et de se déplacer plus vite, d'infliger plus de dégâts et de sauter plus haut. Son niveau accroît à chaque coup qu'un ennemi reçoit de la part de Sora. Elle permet d'obtenir la compétence d'évolution « Super saut » permettant au joueur, lorsqu'elle est au niveau maximal, de sauter trois fois plus haut et deux fois plus loin qu'au départ. La deuxième forme, la « Sagesse », utilise les compétences de Donald et permet à Sora de se déplacer beaucoup plus rapidement et de lancer de puissants projectiles sur ses ennemis. Elle acquiert de l'expérience à chaque Sans-cœur vaincu. La compétence d'évolution qu'elle permet d'obtenir est le « Sprint » qui, à son niveau maximal, permet au joueur de se déplacer à une distance pratiquement quatre fois supérieure qu'initialement et d'être protégé des attaques pendant une demi-seconde. La troisième forme, la « Maîtrise », nécessite la présence de deux autres personnages dans l'équipe et augmente la vitesse de déplacement et de saut de Sora de 25 %, sa hauteur de saut de 150 % et le nombre d'attaques réalisables dans un combo aérien de deux unités. Cette forme équipe Sora de deux Keyblades et augmente son expérience à chaque orbe de fusion récupérée. Le « Double saut » est la compétence d'évolution que Sora obtient grâce à cette forme. À son plus haut niveau cette compétence concède à Sora la possibilité de sauter pendant une demi-seconde à une hauteur et une longueur respectivement augmentées de 160 et 250 % par rapport au niveau initial.
Il existe aussi deux formes de fusion spéciales, la « Suprême » et la « Non-forme ». Ces deux formes s'obtiennent à la fin du jeu aléatoirement lors de l'invocation d'une des trois formes de base ci-dessus. La première est la plus puissante des formes de fusion disponibles. Une fois invoquée Sora frappe ses ennemis automatiquement lorsqu'il saute, court 70 % plus vite, saute à une hauteur augmentée de moitié et inflige plus de dégâts aux ennemis en se servant de la magie. Grâce à cette forme Sora peut obtenir la compétence « Vol plané », qui comme son nom l'indique, autorise le joueur à planer dans les airs. La deuxième forme de fusion spéciale, la « Non-forme », a des effets négatifs sur le joueur. En effet celui-ci n'a plus que la possibilité d'attaquer et les dégâts que lui inflige ses ennemis sont augmentés de 50 %. Malgré cela si elle est apparue deux fois au cours de la partie, elle ne réapparaîtra plus et la forme « Suprême » sera invoquée à la place.

#### Invocations

Peter Pan fait partie des personnages que Sora peut invoquer.

Sora peut invoquer des personnages à partir du moment où il obtient son premier pendentif, chaque personnage en ayant un. Lorsqu'une invocation vient en aide à Sora sur le champ de bataille, les autres membres de l'équipe disparaissent. Chacun des personnages qui peuvent être invoqués a une compétence de coopération qui lui est propre et que Sora peut utiliser en appuyant sur la touche triangle.
Parmi ces personnages se trouvent : Chicken Little qui lance des balles et des pétards sur les ennemis, le Génie d'Aladdin qui se transforme en main géante ou en missile pour attaquer ses adversaires ou qui envoie des milliers d'orbes de magie ou d'énergie, Stitch qui contre les attaques visant Sora, restaure ses points de vie, oblige les ennemis à relâcher des orbes d'énergie ou les attaque à plusieurs reprises grâce à son pistolet, et enfin Peter Pan qui donne des coups de poignards aux belligérants, les repousse en volant, les attaque en effectuant des loopings ou, avec l'aide de Clochette, restaure les points de magie de Sora.

### Vaisseau Gummi
En réponse aux critiques perçues lors du premier opus, les passages du jeu à bord du « vaisseau Gummi » sont revus afin d'être « plus agréables ». Bien que conservant son objectif fondamental qui consiste à voyager entre deux points, le système est entièrement refait pour ressembler au mélange d'un rail shooter et d'un « système de transport de parc à thème de Disney ».
Sur l'atlas le joueur contrôle maintenant le vaisseau en vue plongeante et doit voler vers le monde dans lequel il veut entrer. Tous les mondes ne sont pas ouverts dès le début. Le joueur doit débloquer les neuf routes menant aux onze différents mondes en entrant dans un nouveau niveau où il doit, cette fois-ci, contrôler le vaisseau grâce à une caméra en troisième personne et combattre les quarante-trois ennemis potentiels. Une fois une route ouverte, le voyage vers le monde qu'elle relie est libre, sauf si elle est à nouveau bloquée en raison d'un évènement lié à l'histoire. Le joueur peut également gagner de nouveaux vaisseaux Gummi en terminant des routes, ce qui est également une fonctionnalité ajoutée au premier jeu. Chaque route peut aussi se rejouer avec trois types de mission différents afin d'obtenir des grades, des médailles et des trésors. Le premier type de mission consiste à collecter le plus de médailles possibles, celles-ci tombant des ennemis tués. Le but du deuxième type est de faire le plus de victimes possible et le troisième d'avoir le plus de points possible.
Le joueur peut aussi se rendre dans le « garage Gummi », tenu par Tic et Tac, où il va pouvoir choisir entre les quarante vaisseaux possibles, en construire de nouveaux ou modifier des existants. Il va pouvoir aussi construire des satellites ou modifier les dix-neuf modèles existants.

### Mini-jeux et bonus

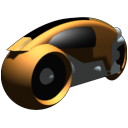
Le joueur peut participer à une course de Light Cycle dans le monde de Space Paranoids.

L'un des points que les développeurs appuient le plus dans cet opus est la présence de nombreux mini-jeux. On retrouve les tournois du Colisée de l'Olympe, cette fois-ci au nombre de huit. Ils comprennent les coupes « Peine et Panique » de niveau 20, « Cerbère » de niveau 28, « Titan » de niveau 41, « de la Destinée » de niveau 53, les trois premières en version « Paradoxe » de niveaux respectifs 60, 70 et 80, et enfin la « Coupe Hadès Paradoxe » de niveau 99 et qui comprend 50 matches. On retrouve aussi le monde de Winnie l'ourson, « La Forêt des Rêves Bleus » qui présente sept mini-jeux d'arcade. Dans ce jeu le monde de la Petite Sirène, « Atlantica », est un niveau bonus dans lequel le joueur prend part à une comédie musicale, en cinq actes, chacun étant un mini-jeu.
La Cité du Crépuscule présente huit mini-jeux que Roxas doit remporter pour pouvoir passer au jour suivant lors du prologue. Ces jeux comprennent l'extermination d'abeilles, une session de skateboard, que l'on peut d'ailleurs retrouver dans la Forteresse Oubliée, à Agrabah, dans la Ville d'Halloween ou à Port Royal, ou encore des batailles de Struggle contre Hayner, Setzer et Seifer. Agrabah comprend aussi un mini-jeu à bord d'un tapis volant. La Ville d'Halloween présente un jeu dans l'usine de jouets consistant à créer des cadeaux. Le monde basé sur Tron, Space Paranoids, permet, après avoir vaincu le programme, de participer à une course de « Light Cycle ».
Après avoir vaincu le MCP dans le monde de Space Paranoids, la Forteresse Oubliée devient le « Jardin radieux » et le boss secret, Séphiroth, apparaît.

## Développement

### Naissance et réalisation du projet

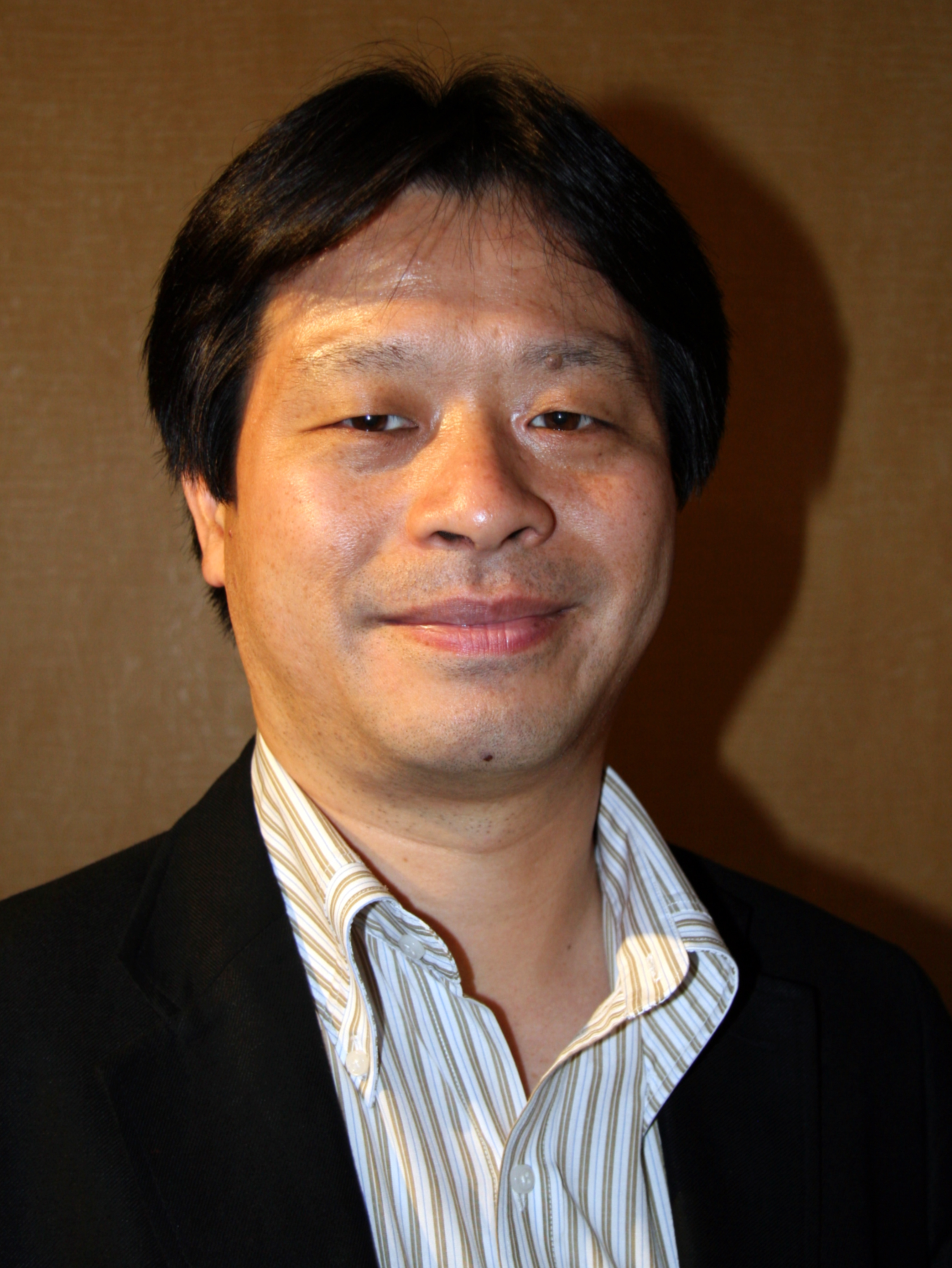
Yoshinori Kitase, coproducteur du jeu.

Le projet débute aux alentours de la fin de la production de Kingdom Hearts Final Mix, une réédition du premier jeu, mais les spécificités ne sont pas décidées avant juillet 2003. Nomura déclare que plusieurs obstacles doivent être franchis avant de pouvoir commencer le développement d'une suite. Un de ces obstacles est l'envie de l'équipe de développement de mettre le personnage de « Mickey Mouse davantage sous les projecteurs », ce qui nécessite, avant tout, l'approbation de Disney. Le jeu est développé par la première unité de développement de Square Enix, qui comprend une grande partie de l'équipe du premier jeu. À l'origine le jeu doit sortir directement après Kingdom Hearts. Mais finalement Nomura décide que l'histoire de la suite prendra place un an après la fin du premier opus et que les évènements de cette année resteront inexpliqués. En définitive pour combler l'écart entre les deux jeux, Kingdom Hearts: Chain of Memories est développé. Pour pouvoir justifier qu'au début de Kingdom Hearts II, Sora perd toutes les compétences qu'il acquiert dans le premier jeu, Nomura brouille ses souvenirs dans Chain of Memories.
Plusieurs aspects du gameplay sont revus pour cette suite. Certains changements sont opérés à la suite du retour des joueurs et d'autres auraient déjà dû être inclus dans les jeux précédents mais ne l'ont pas été par manque de temps et de moyens technologiques. Le contrôle de la caméra est transféré sur le joystick analogique droit de la manette DualShock à la place des boutons latéraux. Les voyages en vaisseaux Gummi sont revus. Le système de combat est complètement retravaillé et n'utilise aucune animation provenant du premier jeu. Nomura veut que la façon de combattre de Sora soit représentative de son évolution en âge et en maturité. Les autres changements comprennent un meilleur rapport entre les explorations et les batailles. Les variations dans les styles de combats ainsi que les formes de fusion et la commande de réaction sont ajoutées pour donner aux joueurs plus de choix dans les combats. Les mondes basés sur des films Disney en prise de vue réelle sont facilités par une technologie permettant de générer des personnages à partir de films, la « capture réelle ».

### Modifications du contenu

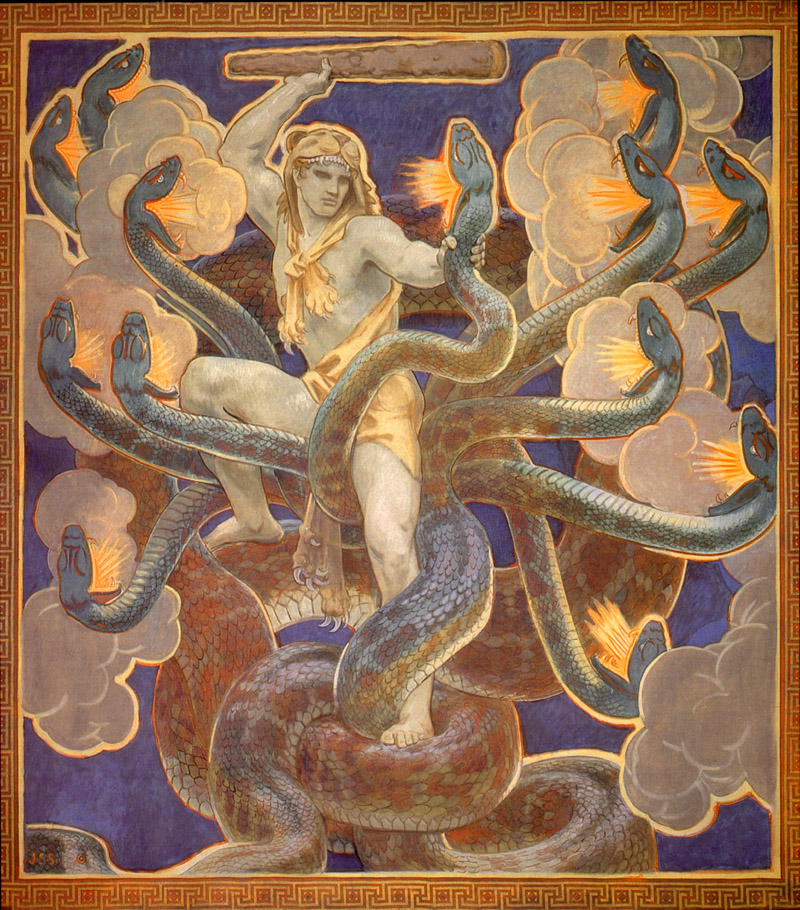
L'Hydre contre laquelle se bat Hercule sur cette mosaïque de 1921, est un boss du jeu dont la mort est modifiée entre la version japonaise et les autres.

Les versions anglaises, européennes et internationales du jeu diffèrent de la version japonaise originale au niveau du gameplay et de plusieurs scènes. Ainsi dans le « Colisée de l'Olympe », monde basé sur le dessin animé Hercule, le sang de l'Hydre est vert dans la version japonaise, tout comme dans le film, alors qu'il s'agit d'une fumée noire et violette dans les autres versions,. Après la scène du « Château Disney » où Daisy chasse Donald parce qu'il a manqué leur rendez-vous, elle le frappe dans le dos dans la version japonaise alors que dans les autres version elle ne fait que le réprimander de façon incompréhensible.
La lunette télescopique de Xigbar passe d'une réticule en croix avec les côtés cachés par une ombre, à trois cercles lumineux violets ou jaunes,,. L'animation du combat contre ce boss pendant laquelle il tire sur Sora est aussi modifiée. Dans la version originale il combine ses deux pistolets pour créer un unique fusil de précision, et dans la version internationale il ne les combine pas mais en range un des deux pour n'en utiliser qu'un pour tirer sur Sora,. La mort d'Axel est elle aussi légèrement modifiée, dans la version originale il se consume dans les flammes lors de son attentat suicide, alors que dans les autres versions il tombe et s'estompe après avoir épuisé toute sa puissance,.
Port Royal, le monde basé sur Pirates des Caraïbes : La Malédiction du Black Pearl, contient le plus de remaniements. Plusieurs cinématiques sont éditées pour supprimer la violence qu'elles contiennent dans la version originale, comme une scène où William Turner menace de se tirer une balle dans le cou, comme dans le film,. Contrairement à la version japonaise, les pirates morts-vivants ne s'enflamment pas lorsqu'il sont touchés par la magie du feu et leurs mousquets sont modifiés pour ressembler à des arbalètes, même si ces arbalètes continuent à cracher du feu et à émettre un son de tir de fusil,.

### Promotion
Une scène à la fin de Kingdom Hearts et de Kingdom Hearts: Final Mix peut être débloquée et laisse entrevoir la possibilité d'une suite. Les rumeurs concernant une suite sur PlayStation 2 se sont attisées au Japon lorsque le site web sur les jeux vidéo Quiter relate qu'« une source interne (et anonyme) de Square Japan » confirme que le développement de Kingdom Hearts 2 a débuté. Les rumeurs ne se sont pas vérifiées avant le Tokyo Game Show de septembre 2003 où les jeux Kingdom Hearts II et Kingdom Hearts: Chain of Memories sont annoncés. Les premiers détails présentent que les évènements de Kingdom Hearts 2 se situent quelques instants après ceux de Chain of Memories, qui eux-mêmes prennent place directement après ceux du premier jeu. Les autres prémices annoncent le retour de Sora, Donald et Dingo, et qu'ils porteront de nouvelles tenues. Les informations divulguées concernant l'implication de Mickey dans l'intrigue sont peu nombreuses,.
À l'occasion de la conférence de presse menée par Square Enix lors de l'E3 de 2004, le producteur, Shinji Hashimoto, déclare que de nombreux mystères du premier jeu seront expliqués. Square Enix lance le site officiel japonais en mai 2005, suivi en décembre par la version nord-américaine. Les sites présentent des vidéos et des informations sur les mondes et les personnages. Des publicités sont diffusées au Japon pour révéler les nombreux personnages de Disney qui apparaissent dans le jeu. Même si le jeu est annoncé en septembre 2003, sa date de sortie n'est révélée que deux ans plus tard. Tetsuya Nomura admet que le jeu a été annoncé trop tôt et que les informations concernant le jeu n'ont pas été communiquées avant que l'équipe de développement n'ait une visibilité sur sa date de sortie,.

## Audio

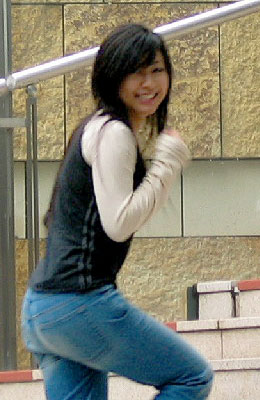
Hikaru Utada interprète la chanson Passion, thème principal du jeu.

### Bande originale
Comme dans le premier jeu, les musiques de Kingdom Hearts 2 sont de Yoko Shimomura et les chants de Hikaru Utada. La bande originale, composée par Shimomura, sort le 25 janvier 2006. Les orchestrations d'ouverture et de fin du jeu sont arrangées et dirigées par Kaoru Wada et interprétées par l'Orchestre philharmonique de Tokyo. Le principal thème chanté de la version japonaise est Passion, écrit et interprété par Hikaru Utada. Pour les autres versions du jeu Passion est adaptée en Sanctuary. La participation de Hikaru Utada est annoncée le 29 juillet 2005. Selon Nomura, les paroles des chansons de ce jeu correspondent plus étroitement à l'histoire que celles de Hikari, ou Simple and Clean, ne le font avec les histoires de Kingdom Hearts et Kingdom Hearts: Chain of Memories. Le single Passion sort le 14 décembre 2005 et Sanctuary en février 2006 sur le site officiel de MTV,. Le titre japonais atteint une certaine popularité, en effet les hit-parades hebdomadaires d'Oricon, classent Passion à la quatrième place en 2005.

### Doublage

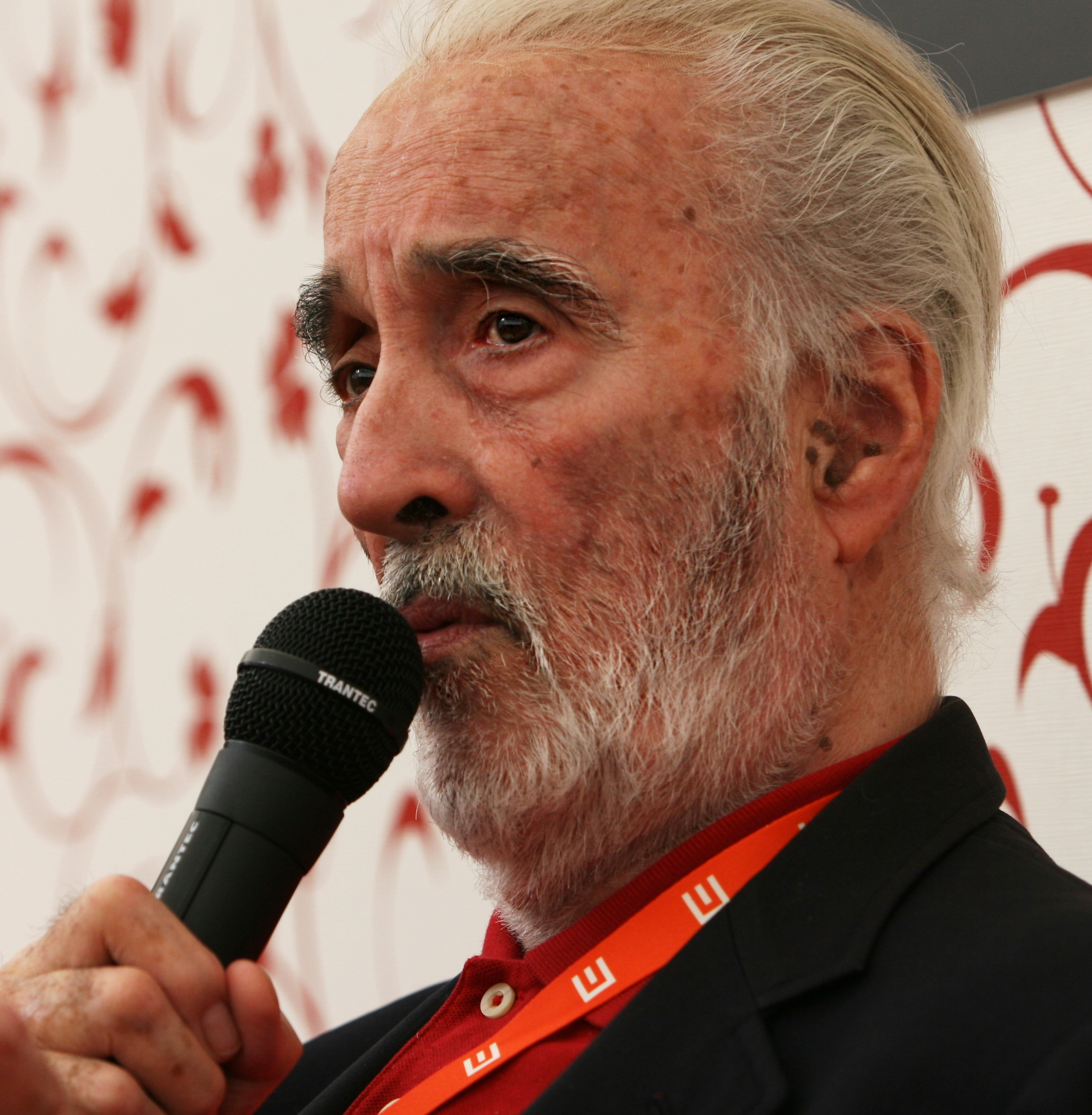
Christopher Lee prête sa voix au personnage de DiZ dans la version américaine.

Les jeux de la série Kingdom Hearts mettent en vedette des comédiens connus pour le doublage des versions japonaise, anglaise et française. La version japonaise présente Miyu Irino dans le rôle de Sora, Risa Uchida pour Kairi et Mamoru Miyano pour Riku. Ce jeu permet l'introduction de Kōki Uchiyama dans le rôle de Roxas, Iku Nakahara dans celui de Naminé et Genzō Wakayama pour DiZ. Parmi les autres voix célèbres de la version japonaise peuvent être cités Kōichi Yamadera, Hideo Ishikawa, Māya Sakamoto, Takahiro Sakurai, Akio Ōtsuka, Takashi Aoyagi, Yū Shimaka et Shinichiro Miki.
La version anglaise fait elle aussi participer des célébrités au doublage, notamment la plupart des voix "officielles" des personnages de Disney. Wayne Allwine, Tony Anselmo et Bill Farmer tiennent respectivement les rôles de Mickey, Donald et Dingo. Haley Joel Osment prête sa voix à Sora, David Gallagher, connu pour son rôle de Simon dans la série Sept à la maison, double le personnage de Riku et Hayden Panettiere, qui prête sa voix à des personnages de 1 001 Pattes et Dinosaure et qui joue dans la série à succès Heroes, tient le rôle de Kairi. Kingdom Hearts II marque le retour des voix des personnages principaux et permet l'introduction de Jesse McCartney dans le rôle de Roxas, de Brittany Snow pour Naminé et du célèbre Christopher Lee, interprète du Comte Dooku dans la série Star Wars, dans le rôle de DiZ. La longue liste des voix de la version anglaise comprend aussi par exemple Angela Lansbury, Kenneth Mars, Tress MacNeille, James Woods, George Newbern, James Patrick Stuart, Jim Cummings et Corey Burton,.
La version française fait elle aussi appel à des comédiens de doublage réputés et aux voix habituelles des personnages de Disney. Ainsi Donald Reignoux est Sora, Mathias Kozlowski est Riku et Kelly Marot, qui a déjà doublé à plusieurs reprises Hayden Panettiere, tient le rôle de Kairi. Sylvain Caruso, Gérard Rinaldi et Laurent Pasquier, les voix attitrées de Donald, Dingo et Mickey, prêtent une nouvelle fois leurs voix à ces trois personnages. Roxas est interprété par Hervé Rey qui double aussi Peter Pan et Porcinet et Naminé par Camille Donda. D'autres grands noms du doublage français font aussi partie du casting comme Emmanuel Garijo, Roger Carel, Richard Darbois, Éric Métayer, Olivier Constantin, Bernard Tiphaine, Patrick Préjean, Emmanuel Curtil, Bruno Choel, Bernard Alane, Bénédicte Lécroart, Laurent Gamelon ou encore Féodor Atkine.

## Accueil

### Critiques et récompenses
Le jeu reçoit de nombreuses récompenses et des notes plutôt élevées de la part des médias vidéoludiques. Il est nommé dans deux catégories des Satellite Awards 2006, celle du meilleur jeu de rôle et celle du meilleur jeu basé sur un média existant, récompense qu'il remporte. Il partage avec Resident Evil 4 la place du meilleur jeu de l'année 2005 selon le magazine japonais Famitsu. Les lecteurs du même magazine classent Kingdom Hearts II à la vingt-neuvième place du classement des cent meilleurs jeux de tous les temps, dix places après Kingdom Hearts. Famitsu lui offre aussi la note de 39 sur 40. Le jeu obtient la première place des « choix du public pour la PlayStation 2 » de 2006 du site IGN. Eurogamer le positionne à la trente-quatrième place de leur liste des cinquante jeux de 2006. Le magazine de jeux vidéo Electronic Gaming Monthly lui octroie le titre de meilleure suite de 2006, et Game Informer l'inclut dans sa liste des cinquante meilleurs jeux de l'année. VideoGamer.com le classe dixième de son top 10 des jeux vidéo de rôle. Il obtient aussi la vingt-cinquième place du classement établi par GamePro des meilleurs RPG de tous les temps.
Les critiques commentent plusieurs aspects du jeu. GameSpy félicite la qualité du doublage et remarque que les graphismes sont « à la hauteur des meilleures productions de Square Enix à ce jour ». L'équipe de GameSpy commente également le réalisme et la précision des personnages dérivés de Pirates des Caraïbes. IGN octroie la note de 9 sur 10 aux graphismes ajoutant que les « mondes ressemblent vraiment beaucoup à leurs équivalents filmés ». La même qualité est saluée par le site japonais Gpara.com. La chaîne américaine G4 récompense Kingdom Hearts 2 avec les prix du meilleur doublage et de la meilleure bande-son lors de la cérémonie des G-Phoria Awards de 2006. Le site français Jeuxvideo.com salue particulièrement le graphisme et le scénario, signalant que le jeu « met en place un monde coloré, ouvert et vraiment crédible », qu'il est « très bien écrit » et que sa « trame fascinante » permet une « véritable recherche d'émotions ».
Comme pour ses prédécesseurs, la jouabilité de Kingdom Hearts II reçoit des critiques mitigées. Nombre de critiques positives reviennent à la nouvelle façon de contrôler la caméra et aux interactions entre les membres de l'équipe. GamePro déclare que le début du jeu est « affreusement lent », mais fait l'éloge des combats orientés vers l'action. GameSpot et Jeuxvideo.com remarquent que la correction du contrôle de la caméra ainsi que les nouvelles dynamiques du gameplay sont « d'énormes progrès » par rapport aux jeux précédents, mais ils trouvent aussi que le jeu est trop simple et que les joueurs sont trop souvent amenés à « presser les boutons avec frénésie » sans en savoir ni les conséquences, ni l'utilité,. IGN remarque aussi ce problème concernant l'utilisation des boutons et critique l'intelligence artificielle des membres de l'équipe, la qualifiant d'« absolument terrible », mais le site américain salue l'histoire, la présentation et le nouveau système de combat. Gpara.com commente positivement la facilité d'utiliser des combos lors des combats et le rythme de l'histoire et du gameplay.

### Ventes
Dans les trois jours suivant sa sortie japonaise, un million d'exemplaires de Kingdom Hearts II est distribué dans les magasins et 730 000 sont vendus,. Le NPD Group rapporte que Kingdom Hearts II est le jeu le plus vendu en mars 2006 en Amérique du Nord avec 614 000 copies. Dans le mois suivant sa sortie nord-américaine, le nombre d'exemplaires vendus est estimé à plus d'un million. GameStop place le jeu à la première place de leur liste des best-sellers du premier quart de l'année 2006. Le jeu fait aussi partie de la liste des « 10 meilleures ventes de 2006 » établie par IGN. Square Enix annonce en février 2007 que la série Kingdom Hearts, comprenant alors les deux jeux principaux sur PlayStation 2 et le jeu intermédiaire sur Game Boy Advance dépasse les dix millions d'exemplaires écoulés, avec 3 millions au Japon, 5,6 en Amérique du Nord et 2 millions en Europe. Au 31 mars 2007, le jeu Kingdom Hearts II s'est écoulé à plus de 4 millions d'exemplaires à travers le monde.

## Produits dérivés
Kingdom Hearts II sort en quatre versions différentes. Les trois premières sont les versions régionales normales sorties au Japon, en Amérique du Nord et dans la région PAL. Les versions européennes et australiennes sont reformatées afin de fonctionner à 50 Hz et de s'adapter à la définition des systèmes d'encodage PAL. La quatrième version comprend des contenus additionnels et sort sous le nom de Kingdom Hearts II: Final Mix. Comme pour les précédents opus, Square et Disney sortent de nombreux produits dérivés avant et après la sortie du jeu. Ces produits vont des jouets aux livres en passant par les figurines et les vêtements. Le jeu est aussi adapté en série de mangas et de romans. Avant la sortie du jeu, un livre d'Ultimania intitulé Kingdom Hearts Series Ultimania α ~Introduction of Kingdom Hearts II~, est publié. Il contient aussi bien des informations sur les deux précédents jeux que sur le jeu à venir. Après la sortie du jeu, Kingdom Hearts II Ultimania, qui se concentre uniquement sur le nouveau jeu, est publié. Un autre livre, Kingdom Hearts II Final Mix+ Ultimania sort après la version Final Mix du jeu. Cette version est aussi accompagnée de la publication de Kingdom Hearts -Another Report-, un livre relié qui contient des informations sur le jeu, des dessins par Shiro Amano et une interview du directeur. Aux États-Unis, BradyGames publie deux guides, un standard et une version limitée disponible avec quatre couvertures différentes, une copie du journal de Jiminy et 400 autocollants. En France Kingdom Hearts II - Le Guide Officiel Complet sort le 27 septembre 2006. Publié par PiggyBack, il contient des cartes en trois dimensions pour indiquer les chemins à suivre, ainsi que de nombreuses illustrations officielles issues de chez Square Enix et Disney.

### Final Mix

Logo de Kingdom Hearts II: Final Mix.

Comme le premier jeu est réédité en version Final Mix, de nombreuses rumeurs laissent penser que Tetsuya Nomura puisse réitérer la chose avec Kingdom Hearts II. Dans une interview pour le Weekly Shōnen Jump, Nomura exprime son intérêt pour une éventuelle version internationale de Kingdom Hearts II, bien qu'il n'existe alors pas encore de plans précis. Il déclare que si une version Final Mix sort, il a dans son esprit une « carte maîtresse », des fonctionnalités semblables aux « Bolets Blancs » du premier jeu. En septembre 2006, Square Enix annonce la sortie de Kingdom Hearts II: Final Mix, qui contient de nouvelles cinématiques et de nouveaux éléments lors de la partie. Comme pour la première réédition, cette version est doublée en anglais et sous-titrée en japonais. Le thème est Sanctuary au lieu de Passion. Cependant les nouvelles cinématiques sont doublées en japonais, notamment parce qu'elles font en majeure partie intervenir les membres de l'Organisation XIII qui proviennent de Kingdom Hearts: Chain of Memories et ne possèdent pas de voix anglaise.
Kingdom Hearts II est donc réédité au Japon le 29 mars 2007. Cette réédition intitulée Kingdom Hearts 2: Final Mix+ contient deux CD. Le premier comprend une nouvelle fin secrète et de nouveaux combats et objets. Le deuxième contient Kingdom Hearts Re:Chain of Memories, un remake en trois dimensions sur PlayStation 2 de Kingdom Hearts: Chain of Memories, avec des cinématiques et des doublages supplémentaires. Les combats se font toujours avec des cartes, mais la commande réaction disponible sur Kingdom Hearts 2 est ajoutée. Comme le Final Mix du premier opus, ces deux jeux servent de mises à jour canoniques de la série. Le livre Kingdom Hearts -Another Report- est compris avec les jeux pour ceux les ayant réservés. Selon Amazon.com, Final Mix+ est le jeu PlayStation 2 le plus vendu pendant la semaine de sa sortie au Japon. Nomura explique cette popularité par la présence de Kingdom Hearts Re:Chain of Memories qui permet aux adeptes de la série ne possédant pas la GameBoy Advance de jouer à ce jeu. Néanmoins, dans un sondage effectué en juillet 2011 par Famitsu, Kingdom Hearts II: Final Mix en ressort comme la sortie la plus populaire à ce jour.
Il sort pour la première fois en Amérique du Nord, en Europe et en Australie en faisant partie de la compilation Kingdom Hearts HD 2.5 ReMIX.

### Adaptations littéraires
Une série de mangas basée sur le jeu débute dans le numéro de juin 2006 du Monthly Shōnen Gangan, publié par Square Enix. Le dessinateur est Shiro Amano, qui illustre également les séries de mangas basées sur Kingdom Hearts et Chain of Memories. Le premier volume sort au Japon le 22 novembre 2006, et le cinquième volume est publié le 22 août 2009. La série reprend le 12 octobre 2012 dans le même magazine après la fin de l'adaptation de 358/2 Days jusqu'à la parution du dernier chapitre le 12 mai 2015, amenant la série à un total de dix volumes. Tokyopop obtient les droits de publication de la série pour les États-Unis et publie le premier volume le 3 juillet 2007. En France la série est adaptée par Pika Édition et débute le 3 janvier 2013.

### HD 2.5 ReMIX

Logo de Kingdom Hearts HD 2.5 ReMIX.

Pendant le générique de HD 1.5 ReMIX, des extraits de Kingdom Hearts II : Final Mix sont révélés, laissant entendre son inclusion dans une autre compilation. Le 14 octobre 2013, Square Enix annonce Kingdom Hearts HD 2.5 ReMIX, une deuxième compilation exclusivement sur PlayStation 3, comme HD 1.5 ReMIX, qui comprend à la fois Kingdom Hearts II : Final Mix et Kingdom Hearts: Birth by Sleep Final Mix en haute définition. Des cinématiques de Kingdom Hearts Re:coded sont également incluses. La compilation sort au Japon le 2 octobre 2014, en Amérique du Nord le 2 décembre 2014, en Australie le 4 et en Europe le 5,,.

### Citations du jeu
1. ↑  Lettre du Roi Mickey : « Donald, Je suis navré de partir sans dire au revoir, mais un grand danger nous menace. J'ignore pourquoi mais les étoiles s'éteignent les unes après les autres. Cela signifie qu'un désastre se prépare. Désolé de vous abandonner, mais je souhaite comprendre ce mystère. Un garçon possède une « Clé ». La Clé de notre survie.
Toi et Dingo devez le trouver et rester avec lui. Il nous faut cette Clé, ou nous sommes perdus. Rejoigniez la ville de Traverse et trouvez Léon. Il vous dira quoi faire. P.S. Peux-tu transmettre mes excuses à Minnie ? Merci, mon ami. »
— Kingdom Hearts, Square Electronic Arts, PlayStation 2, 2002.
2. ↑  DiZ : « Enfin, l'élu de la Keyblade ».
Roxas : « À qui parles-tu ? À moi ou à Sora ? »
DiZ : « À la moitié de Sora, bien sûr. Tu vis dans les ténèbres. J'ai besoin de quelqu'un qui puisse évoluer dans le monde de la lumière, et détruire l'Organisation XIII. »
— Kingdom Hearts 2, Square Enix, PlayStation 2, 2006.
3. ↑  Roxas : « Sora. Tu as de la chance. Pour moi, les vacances s'arrêtent... ici. »
— Kingdom Hearts 2, Square Enix, PlayStation 2, 2006.
4. ↑  Yen Sid : « Vous allez devoir effectuer un périlleux voyage. Vous devez être bien préparés. »
Sora : « Comment ça ? On doit partir pour une autre quête ? Je comptais plutôt aller chercher mon ami Riku, afin de le ramener sur notre île. »
Yen Sid : « Oui, je sais. Mais sache, Sora, que tous les évènements de ton périple sont liés. [...] La clef [...] c'est toi, Sora. »
[…]
Sora : « Nous devons retrouver et aider le Roi. »
— Kingdom Hearts 2, Square Enix, PlayStation 2, 2006.
5. ↑  Pat Hibulaire : « N'oublie pas le porteur de la Keyblade. Il nous a bien cassé les pieds lui aussi. »
Maléfique : « Ah oui, lui... Je crois que tu ferais mieux de me raconter tout ce qui s'est passé durant mon absence. »
— Kingdom Hearts 2, Square Enix, PlayStation 2, 2006.
6. ↑  Roi Mickey : « L'homme de ce portrait est bien celui qui a tenté de s'emparer de Kingdom Hearts. Celui que vous avez éliminé. Mais, en réalité, vous avez vaincu un être qui se faisait passé pour Ansem. Enfin, plus exactement, le Sans-cœur de cet imposteur. »
Sora : « Et donc... »
Sora, Donald et Dingo : « Quoi ?! »
Sora : « On s'est donné tout ce mal pour vaincre un imposteur ? »
Roi Mickey : « Oui. Un double. Mais il était vraiment dangereux. »
Dingo : « Alors là, je suis perdu. Si c'était un Sans-cœur, alors qu'est-il arrivé au véritable Ansem ? »
Mickey : « Eh bien, c'est ce que j'essaie de découvrir. »
[…]
Dingo : « Ansem [...] est devenu un Sans-cœur [...] ça voudrait donc dire qu'un Simili a été créé en même temps, non ? »
Roi Mickey : « Oui. Et ce Simili est le chef de l'Organisation. »
— Kingdom Hearts 2, Square Enix, PlayStation 2, 2006.
7. ↑  Saïx : « Les Sans-cœur [...] ces pitoyables créatures qui collectent les cœurs sans réfléchir. Ils agissent sans prendre conscience du vrai pouvoir des cœurs qu'ils amassent. La rage de ta Keyblade libère ces cœurs prisonniers. Ils se réunissent dans les ténèbres, libres et sans maître. Jusqu'à ce qu'ils fusionnent pour créer Kingdom Hearts. Et quand ce jour arrivera, nous pourrons enfin exister pleinement. »
— Kingdom Hearts 2, Square Enix, PlayStation 2, 2006.
8. ↑  Capitaine Li Shang : « Il a dit que trois "sages" étaient arrivés et qu'ils allaient se charger de tout. »
Sora : « C'est forcément Riku ! »
— Kingdom Hearts 2, Square Enix, PlayStation 2, 2006.
9. 1 2  Axel : « Kairi se trouve dans le donjon. Vas-y ! »
Sora : « Axel... Ça conduit à... »
Donald : « Bon, allez ! En avant ! »
— Kingdom Hearts 2, Square Enix, PlayStation 2, 2006.
10. ↑  Sora : « Je comprends pas. Pourquoi tout le monde s'obstine à m'appeler Roxas ? »
Riku : « Parce que, Sora... Roxas est ton Simili. »
Sora : « Mon... Simili ? Mais enfin, c'est impossible. Je ne me suis jamais transformé en... Oh ! C'est vrai... »
Kairi : « Quand tu m'as sauvé la vie. Tu te souviens ? »
— Kingdom Hearts 2, Square Enix, PlayStation 2, 2006.
11. ↑  Ansem : « Content de te revoir, mon ami. »
Roi Mickey : « Ansem le Sage. Pourquoi ne m'as-tu pas demandé de l'aide, avant que l'on en arrive là ? »
— Kingdom Hearts 2, Square Enix, PlayStation 2, 2006.
12. ↑  Ansem le Sage : « C'est un dispositif qui récupère Kingdom Hearts et l'encode en données informatiques. »
Mickey : « Je ne crois pas vous comprendre. »
Ansem le Sage : « Je ne prétends pas connaître le résultat de cette expérience. Après tout... les cœurs sont imprévisibles. »
— Kingdom Hearts 2, Square Enix, PlayStation 2, 2006.
13. ↑  Xemnas : « Je t'en prie, Kingdom Hearts. Prête-moi ta force, que je puisse nous rendre complets. Cette puissance qui anéantira les ignorants qui nous menacent. »
— Kingdom Hearts 2, Square Enix, PlayStation 2, 2006.
14. ↑  Sora : « On est rentrés. »
Kairi : « Bienvenue. »
— Kingdom Hearts 2, Square Enix, PlayStation 2, 2006.
15. ↑  Kairi : « Sora ! Riku ! »
Sora : « Qu'est-ce que c'est ? »
Kairi : « Regarde ! »
Sora : « Une lettre du Roi. »
— Kingdom Hearts 2, Square Enix, PlayStation 2, 2006.

### Guide officiel
- Klaus-Dieter Hartwig, Kingdom Hearts 2 : Le Guide officiel complet, Piggyback Interactive, 2006, 249 p. (ISBN 1-903511-91-7, présentation en ligne, lire en ligne)

1. 1 2 3 4  Guide officiel, p. 24 et 231 à 247
2. ↑  Guide officiel, p. 96 à 101 - La Terre des Dragons
3. ↑  Guide officiel, p. 102 à 108 - Le Château de la Bête
4. ↑  Guide officiel, p. 122 à 127 - La Rivière intemporelle
5. ↑  Guide officiel, p. 128 à 133 - Port Royal
6. ↑  Guide officiel, p. 146 à 151 - La Terre des Lions
7. ↑  Guide officiel, p. 156 à 161 - Space Paranoids
8. ↑  Guide officiel, p. 74 à 85 - Prologue
9. ↑  Guide officiel, p. 86 à 91 - La Cité du Crépuscule
10. ↑  Guide officiel, p. 194 à 207 - Illusiopolis
11. ↑  Guide officiel, p. 28 à 30 - Sora
12. ↑  Guide officiel, p. 38 et 39 - Donald
13. ↑  Guide officiel, p. 40 et 41 - Dingo
14. 1 2  Guide officiel, p. 4 et 5 - Récapitulation de l'histoire avant Kingdom Hearts 2
15. ↑  Guide officiel, p. 27 - Roxas
16. ↑  Guide officiel, p. 93 - Scar
17. ↑  Guide officiel, p. 91 - Riri, Fifi, Loulou et Oncle Picsou
18. ↑  Guide officiel, p. 116, 124, 126 et 127 - Pat Hibulaire
19. ↑  Guide officiel, p. 112 - Auron
20. ↑  Guide officiel, p. 155 - Tifa
21. 1 2  Guide officiel, p. 94 - Leon, Aerith, Youfie et Cid
22. ↑  Guide officiel, p. 155 - Cloud
23. ↑  Guide officiel, p. 164 et 229 - Séphiroth
24. ↑  Guide officiel, p. 55 - Les Mogs
25. 1 2  Guide officiel, p. 75 - Vivi, Rai, Fuu et Seifer
26. ↑  Guide officiel, p. 225 - Struggle : Setzer
27. ↑  Guide officiel, p. 153 - Yuna, Rikku et Paine
28. ↑  Guide officiel, p. 19 - Les Compagnons
29. ↑  Guide officiel, p. 98 - Mulan
30. ↑  Guide officiel, p. 104 - La Bête
31. ↑  Guide officiel, p. 130 - Jack Sparrow
32. ↑  Guide officiel, p. 136 - Aladdin
33. ↑  Guide officiel, p. 142 - Jack Skellington
34. ↑  Guide officiel, p. 148 - Simba
35. ↑  Guide officiel, p. 158 - Tron
36. ↑  Guide officiel, p. 202 - Riku
37. 1 2 3  Guide officiel, p. 8
38. 1 2 3 4  Guide officiel, p. 16 et 17
39. ↑  Guide officiel, p. 28, 29, 38 et 40
40. ↑  Guide officiel, p. 18 et 19 - Le menu des commandes
41. ↑  Guide officiel, p. 108 et 165
42. 1 2  Guide officiel, p. 14 et 19
43. 1 2  Guide officiel, p. 23
44. ↑  Guide officiel, p. 34 - Vaillance
45. ↑  Guide officiel, p. 35 - Sagesse
46. ↑  Guide officiel, p. 35 à 36 - Maîtrise
47. ↑  Guide officiel, p. 37 - Suprême
48. ↑  Guide officiel, p. 36 - Non-forme
49. 1 2  Guide officiel, p. 42 et 43 - Les Invocations
50. ↑  Guide officiel, p. 215 à 220 - Les tournois du Colisée de l'Olympe
51. ↑  Guide officiel, p. 209 à 212 - La Forêt des Rêves Bleus
52. ↑  Guide officiel, p. 213 et 214 - Atlantica
53. 1 2  Guide officiel, p. 224 à 226 - Les Mini-jeux - La Cité du Crépuscule
54. ↑  Guide officiel, p. 226 - Les Mini-jeux - La Forteresse Oubliée
55. 1 2  Guide officiel, p. 227 - Les Mini-jeux - Agrabah
56. 1 2  Guide officiel, p. 228 - Les Mini-jeux - Ville d'Halloween
57. ↑  Guide officiel, p. 228 - Les Mini-jeux - Port Royal
58. ↑  Guide officiel, p. 228 et 229 - Space Paranoids
59. ↑  Guide officiel, p. 229 à 231 - Le Boss secret
60. ↑  Guide officiel, p. 117 - L'Hydre
61. 1 2  Guide officiel, p. 197 et 198 - Xigbar

### Autres références
- (en) Cet article est partiellement ou en totalité issu de l’article de Wikipédia en anglais intitulé « Kingdom Hearts II » (voir la liste des auteurs).

1. ↑  (en) « Kingdom Hearts Ultimania Interviews Kingdom Hearts II Interview (Dengeki) », sur Kingdom Hearts Ultimania, 8 juin 2005 (consulté le 17 mars 2013)
2. 1 2  (en) « Kingdom Hearts Ultimania Interviews Kingdom Hearts II E3 Interivew Report (Playstation Europe) », sur Kingdom Hearts Ultimania (consulté le 17 mars 2013)
3. ↑  (en) Bryan Boulette, « Nomura Divulges Kingdom Hearts Details », sur RPGamer, 27 novembre 2005 (consulté le 21 mars 2013)
4. 1 2 3  (en) Rob Fahey, « Kingdom Hearts II Review », sur Eurogamer, 10 octobre 2006 (consulté le 5 janvier 2013)
5. 1 2 3 4 5  (en) « Kingdom Hearts Ultimania Interviews Kingdom Hearts II Interview (1UP at E3 2005) », sur Kingdom Hearts Ultimania, 18 mai 2005 (consulté le 5 janvier 2013)
6. 1 2 3  (en) Monkeyislandgirl, « Kingdom Hearts II for PlayStation 2 », sur MobyGames, 4 avril 2006 (consulté le 5 janvier 2013)
7. ↑  (en) « Kingdom Hearts II - PS2 », sur G4 (consulté le 5 janvier 2013)
8. ↑  (en) Jeff Haynes, « Kingdom Hearts II », sur IGN, 28 mars 2006 (consulté le 17 janvier 2013)
9. 1 2  (en) « Kingdom Hearts II's Tetsuya Nomura Q & A », sur GameSpot, 10 octobre 2003 (consulté le 23 mars 2013)
10. ↑  (en) « Kingdom Hearts Ultimania Interview Kingdom Hearts II Interview (Ultimania) », sur Kingdom Hearts Ultimania (consulté le 23 mars 2013)
11. ↑  (ja) « 【TGS】スクエニ第1開発事業部新規タイトル発表会、詳細レポート！ », sur Dengeki Online,‎ 26 septembre 2003 (consulté le 23 mars 2013)
12. ↑  (en) « Kingdom Hearts Ultimania Interviews Kingdom Hearts II "Scanlation" (Famitsu) », sur Kingdom Hearts Ultimania (consulté le 23 mars 2013)
13. ↑  (en) Raymond Padilla, « Kingdom Hearts: Chain of Memories Review », sur GameSpy, 8 décembre 2004 (consulté le 23 mars 2013)
14. ↑  (en) « Kingdom Hearts Ultimania Interviews Chain of Memories Interview (Ultimania-November 2004) », sur Kingdom Hearts Ultimania, novembre 2004 (consulté le 23 mars 2013)
15. 1 2  (en) « Kingdom Hearts Ultimania Interviews Kingdom Hearts II Progress Report/Interview (Dengeki) », sur Kingdom Hearts Ultimania, 19 mai 2005 (consulté le 25 mars 2013)
16. 1 2 3 4 5  (en) « Kingdom Hearts II (2005) - Did You Know? », sur IMDB (consulté le 25 mars 2013)
17. ↑  (en) « All About Axel - Part 2 », sur Fun Trivia (consulté le 25 mars 2013)
18. ↑  (en) Anoop Gantayat, « Nomura Discusses Kingdom Hearts and Future Titles », sur IGN, 26 mars 2006 (consulté le 25 mars 2013)
19. ↑  (en) « Kingdom Hearts 2 on PS2? », sur IGN, 7 mars 2003 (consulté le 25 mars 2013)
20. ↑  (en) Justin Calvert, « TGS 2003: Kingdom Hearts sequels announced », sur GameSpot, 26 septembre 2003 (consulté le 25 mars 2013)
21. ↑  (en) IGNPS2, « TGS 2003: Kingdom Hearts II Details », sur IGN, 26 septembre 2003 (consulté le 25 mars 2013)
22. ↑  (en) Mike Benson, « Square Enix E3 Press Conference and "Dear Friends" Concert », sur Gaming Age, 12 mai 2004 (version du 11 octobre 2007 sur Internet Archive)
23. ↑  (en) Anoop Gantayat, « Kingdom Hearts II Website », sur IGN, 2 mai 2005 (consulté le 25 mars 2013)
24. ↑  (en) Bryan Vore, « Kingdom Hearts II Officiel U.S. Website Launched », sur Game Informer, 12 janvier 2005 (version du 9 juin 2007 sur Internet Archive)
25. ↑  (en) Bryan Vore, « New Kingdom Hearts 2 Japanese TV Ad », sur Game Informer, 12 février 2005 (version du 19 décembre 2007 sur Internet Archive)
26. ↑  (en) Anoop Gantayat, « Kingdom Hearts II Dated in Japan », sur IGN, 28 septembre 2005 (consulté le 25 mars 2013)
27. ↑  Olivier, « Tetsuya Nomura parle de Kingdom Hearts 2... », sur PlayFrance, 5 mai 2005 (consulté le 25 mars 2013)
28. ↑  (en) Anoop Gantayat, « Tetsuya Nomura on Final Fantasy VII », sur IGN, 4 mai 2005 (consulté le 25 mars 2013)
29. 1 2  (en) « Kingdom Hearts II - Original Soundtrack », sur CDJapan (consulté le 26 mars 2013)
30. ↑  (en) Hirohiko Niizumi, « Kingdom Hearts vocalist returns for sequel », sur GameSpot, 29 juillet 2005 (consulté le 26 mars 2013)
31. 1 2  (en) Ferry Groenendijk, « Kingdom Hearts II Tetsuya Nomura interview », sur Video Games Blogger, 11 août 2006 (consulté le 26 mars 2013)
32. ↑  (en) « Passion (CD+DVD) », sur CDJapan (consulté le 26 mars 2013)
33. ↑  (en) Bryan Vore, « Square Enix Reveals KH2 Main Theme In English, Plus Interview With Haley Joel », sur Game Informer, 24 février 2006 (version du 22 mars 2007 sur Internet Archive)
34. ↑  (ja) « Ｐａｓｓｉｏｎ/宇多田ヒカル », sur Oricon (consulté le 17 juillet 2012)
35. 1 2 3 4 5  (en) « Full cast and crew for Kingdom Hearts II », sur IMDB (consulté le 28 mars 2013)
36. 1 2 3 4 5 6  « Kingdom Hearts II / Doublage », sur Kingdom Hearts Destiny (consulté le 28 mars 2013)
37. ↑  « Critique de Kingdom Hearts 2 », Consoles +, M.E.R.7, no 176,‎ octobre 2006
38. 1 2  (en) Josh Freund, « News - Latest Famitsu review scores - Kingdom Hearts II, Mario & Luigi 2, & more » [archive du 9 juillet 2011], sur Games Are Fun, 20 décembre 2005 (consulté le 29 mars 2013)
39. 1 2  (en) By Bones, « Kingdom Hearts II delivers all the nostalgic Disney fantasy and gorgeous action of the original in a grand new adventure. Enter the magic kingdom! », GamePro,‎ 29 mars 2006 (lire en ligne, consulté le 29 mars 2013)
40. ↑  Nezumi (Kim Doan), « Test : Kingdom Hearts II - Cœur à l'ouvrage », Joypad, no 167,‎ octobre 2006, p. 76, 77 (lire en ligne, consulté le 8 avril 2013)
41. ↑  (en) Andrew Reiner et Matt Miller, « The Marriage Between Summon Spells and Cartoons », Game Informer,‎ 2006 (lire en ligne, consulté le 29 mars 2013)
42. ↑  (en) Nick Des Barres, « Review - Kingdom Hearts II », Play,‎ 2006 (lire en ligne, consulté le 29 mars 2013)
43. ↑  (en) Bryan Inithar, « REVIEW - Kingdom Hearts 2 (PS2) - Oh Mickey, you're so fine. », sur 1UP.com, 14 avril 2006 (consulté le 29 mars 2013)
44. ↑  Amaebi (Thomas Méreur), « Test : Kingdom Hearts II », sur Gamekult, 28 septembre 2006 (consulté le 29 mars 2013)
45. 1 2  (en) Carrie Gouskos, « Kingdom Hearts II Review », sur GameSpot, 28 mars 2006 (consulté le 29 mars 2013)
46. 1 2 3  (en) Jeff Haynes, « Kingdom Hearts II - Production values through the roof, gameplay through the floor », sur IGN, 28 mars 2006 (consulté le 29 mars 2013)
47. 1 2 3  Killy (Pierre Maugein), « Test de Kingdom Hearts II », sur Jeuxvideo.com, 27 septembre 2006 (consulté le 29 mars 2013)
48. ↑  Kévin, « Kingdom Hearts II, magique », sur Jeuxvideo.fr, 3 octobre 2006 (consulté le 29 mars 2013)
49. ↑  (en) « Kingdom Hearts II PlayStation 2 », sur Metacritic (consulté le 29 mars 2013)
50. ↑  (en) « Kingdom Hearts II », sur MobyGames (consulté le 29 mars 2013)
51. ↑  (en) « Awards for Kingdom Hearts II », sur Internet Movie Database (consulté le 2 avril 2013)
52. ↑  (ja) « "FAMITSU AWARDS 2005"大賞は『キングダム ハーツII』と『バイオハザード4』!! », sur Famitsu,‎ 21 avril 2006 (consulté le 2 avril 2013)
53. ↑  (en) « Japan Votes on All Time Top 100 », sur Edge, 3 mars 2006 (consulté le 2 avril 2013)
54. 1 2  (en) « IGN UK's 2006 Year in Review », sur IGN, 21 décembre 2006 (consulté le 29 mars 2013)
55. ↑  (en) « Eurogamer's Top 50 Games of 2006: 40 - 31 », sur Eurogamer, 26 décembre 2006 (consulté le 2 avril 2013)
56. ↑  (en) Ziff Davis, « Best of 2006 », Electronic Gaming Monthly, no 213,‎ mars 2007, p. 81
57. ↑  (en) « Top 50 Games of 2006 », Game Informer, no 165,‎ janvier 2007, p. 55
58. ↑  (en) Josh Freud, « Top 10: Role playing games », sur VideoGamer.com, 27 décembre 2007 (consulté le 2 avril 2013)
59. ↑  (en) « The 26 Best RPGs », sur GamePro, 5 novembre 2008 (version du 7 juin 2011 sur Internet Archive)
60. ↑  (en) Gerald Villoria, « Reviews - Kingdom Hearts II », sur GameSpy, 28 mars 2006 (consulté le 2 avril 2013)
61. 1 2  (ja) « Review：大好きなディズニーキャラと、いつも一緒にいられる喜び。『KHII』レビュー », sur Gpara.com,‎ 24 janvier 2006 (consulté le 2 avril 2013)
62. ↑  (en) Tor Thorsen, « G4 announces G-Phoria winners, books Jack Thompson », sur GameSpot, 10 août 2006 (consulté le 2 avril 2013)
63. ↑  (en) Anoop Gantayat, « Kingdom Hearts 2 Goes Platinum », sur IGN, 27 décembre 2005 (consulté le 29 mars 2013)
64. ↑  (en) Richard Brownell, « News—Japan: weekly software sales from 12/19 - 12/25 » [archive du 11 juin 2011], sur Games are Fun, 28 décembre 2005 (consulté le 29 mars 2013)
65. ↑  (en) Tor Thorsen, « ChartSpot: March 2006 », sur GameSpot, 17 avril 2006 (consulté le 29 mars 2013)
66. ↑  (en) « Kingdom Hearts II Achieves Million-Unit Sales Mark In North America in Four Weeks », sur Square Enix, 2 mai 2006 (consulté le 29 mars 2013)
67. ↑  (en) Jason Dobson, « GameStop's Q1 Results Up On Xbox 360, KH2 », sur Gamasutra, 18 mai 2006 (consulté le 28 mars 2013)
68. ↑  « Le succès de Kingdom Hearts en chiffres », sur Jeuxvideo.com, 6 février 2007 (consulté le 29 mars 2013)
69. ↑  [PDF] (en) « Square Enix - 2007 Profile », sur Square Enix, 31 mars 2007 (consulté le 29 mars 2013), p. 6
70. ↑  (en) Tom Bramwell, « Kingdom Hearts 2 borderless », sur Eurogamer, 11 septembre 2006 (consulté le 2 avril 2013)
71. ↑  (ja) Stujio Bento Sutaffu, Kingdom Hearts Series Ultimania α ~Introduction of Kingdom Hearts II~, Square Enix,‎ 2005 (ISBN 4757515979)
72. 1 2  (ja) « ビジュアルブック『キングダム ハーツ -Another Report-』が予約特典！ », sur Famitsu,‎ 25 janvier 2007 (consulté le 2 avril 2013)
73. ↑  (en) « The Key to Unlimited Adventures Lies Within Bradygames' Latest Collectible Kingdom Hearts II Strategy Guide Products », sur BradyGames, 6 avril 2006 (consulté le 2 avril 2013)
74. ↑  Kingdom Hearts II - Le Guide Officiel Complet
75. ↑  (en) « Kingdom Hearts Ultimania Interviews Kingdom Hearts II “Scanlation” (Famitsu) », sur Kingdom Hearts Ultimania (consulté le 3 avril 2013)
76. ↑  (ja) « 『キングダム ハーツII ファイナル ミックス＋』が3月29日に発売！ », sur Dengeki Onlien (consulté le 3 avril 2013)
77. 1 2  (ja) « 『キングダム ハーツII ファイナル ミックス』に新要素が!! », sur Famitsu,‎ 24 avril 2007 (consulté le 3 avril 2013)
78. ↑  (en) Bryan Vore, « TGS06: Dissecting The Square Enix Trailer », sur Game Informer, 22 septembre 2006 (version du 1er janvier 2007 sur Internet Archive)
79. ↑  (en) David Jenkins, « Puzzle Quest, C&C 3 Jump High In Amazon Charts », sur Gamasutra, 30 mars 2007 (consulté le 3 avril 2013)
80. ↑  (ja) キングダムハーツバースバイスリープアルティマニア : PSP, Square Enix,‎ 2010, 655 p. (ISBN 9784757527881)
81. ↑  (en) Anoop Gantayat, « Famitsu's Readers Want Kingdom Hearts on PS3 », sur Andriasang, 13 juillet 2011 (consulté le 3 avril 2013)
82. 1 2 3  (en) Luke Karmali, « Kingdom Hearts HD 2.5 ReMIX coming to PS3 in 2014 », sur IGN, 14 octobre 2013 (consulté le 4 septembre 2015)
83. ↑  (ja) Shiro Amano, キングダムハーツ2 1 (1) (コミック), Square Enix,‎ 2006 (ISBN 978-4757518322)
84. ↑  (ja) « キングダム ハーツII（5） », sur Square Enix (consulté le 4 avril 2013)
85. ↑  (en) « Kingdom Hearts II Manga to Return in Japan », sur Anime News Network (consulté le 10 août 2014)
86. ↑  « Kingdom Hearts II se termine », sur AnimeLand, 25 février 2015 (consulté le 21 août 2015).
87. ↑  (ja) « キングダム ハーツII 10巻（完） », sur Square Enix (consulté le 21 août 2015)
88. ↑  (en) Shiro Amano, Kingdom Hearts II Volume 1 (v. 1), Tokyopop, 3 juillet 2007, 208 p. (ISBN 978-1427800589)
89. ↑  Shiro Amano, Kingdom Hearts II 1 / Shônen, Pika Édition, 3 janvier 2013, 208 p. (ISBN 978-2811610692, présentation en ligne)
90. ↑  (en) Spencer, « Kingdom Hearts HD 2.5 ReMIX Heads to Japan in October With a Collector's Pack », sur Siliconera, 6 juin 2014 (consulté le 4 septembre 2015)
91. ↑  (en) Colin Moriarty, « PS3's Kingdom Hearts HD 2.5 ReMIX Gets a Release Date », sur IGN, 5 juin 2014 (consulté le 4 septembre 2015)
92. ↑  (en) « Kingdom Hearts HD 2.5 ReMIX - Limited Edition Announced », sur Impulse Gamer, 25 juillet 2014 (consulté le 4 septembre 2015)